# 乔治·亨利·肯德里克·思韦茨
乔治·亨利·肯德里克·思韦茨（George Henry Kendrick Thwaites，1811年7月19日—1882年9月11日）为英国植物学家和昆虫学家。